# Fritz Bauer (homme politique)
Pour les articles homonymes, voir Fritz Bauer (homonymie) et Bauer.
Fritz Bauer, né le 10 août 1923 à Tübingen et mort le 2 avril 1975 à Radolfzell, est un homme politique allemand du SPD.

## Biographie
Après avoir terminé son apprentissage et travaille dans l'industrie, Bauer étudie à l'Académie du travail. Puis il travaille comme syndicaliste à Pforzheim. Il est président d'IG Metall et du DGB Pforzheim et à partir de 1950, conseiller municipal. En 1972, il est élu membre du parlement de l' état du Bade-Wurtemberg. Il est considéré comme un "défenseur engagé de l'agriculture". Le 2 avril 1975, il meurt subitement lors d'un séjour au spa à Radolfzell.
Reinhard Mürle remplace Bauer le 15 avril 1975 au Landtag.

## Honneurs
En juillet 1974, il est fait chevalier de l'ordre du Mérite de la République fédérale d'Allemagne